# Boží muka (Poděbrady)
Boží muka stojí na západě Poděbrad v místní části Velké Zboží. Nachází se v Nymburské ulici u silnice II/331 vedoucí na Nymburk, naproti hřbitovu. Pravděpodobně pocházejí z 16. století. Boží muka jsou od roku 1965 chráněna jako kulturní památka.

## Historie
Tato boží muka byla postavena přibližně v 16. století na malém kopečku u staré cesty vedoucí z Poděbrad do Nymburka. O jejich původu se nedochovaly žádné záznamy, nebo pověsti. Pravděpodobně byla používána jako rozcestník. Ve 20. století byla při opravě silnice přemístěna a opravena, přičemž jejich původní stanoviště bylo zplanýrováno. Později byla přesunuta podruhé.

## Popis
Jedná se o masivní sloup z pískovcových kamenů vysoký 250 centimetrů. Rozšířený hranolovitý podstavec plynule přechází v osmihranný sloup ukončený jehlanovitou kamennou stříškou bez ozdob a kříže. V horní části je na jedné straně malý výklenek, ve kterém býval obrázek Panny Marie.